# Lihir
Lihir (nota anche come Niolam ed in passato come Gardeney) è un'isola vulcanica di Papua Nuova Guinea.

## Geografia
Lihir è un'isola d'origine vulcanica, la più grande di un gruppo di isole omonimo situato a nord-est della Nuova Irlanda, Papua Nuova Guinea.
Caratterizzata nella parte centro-orientale dalla presenza di un complesso vulcanico formato da diversi stratovulcani sovrapposti durante diversi periodi storici dal Pliocene all'Olocene, dei quali il più recente, il Monte Luise, è rappresentato da una caldera ellittica larga 5,5 km con il versante nord-orientale sprofondato nel mare a causa di un collasso avvenuto circa 400.000 anni fa e che ha formato l'attuale Baia di Luise. L'attività si limita a sorgenti idrotermali, pozze fangose e fumarole. Uno di questi depositi, noto come Ladolam, ospita uno dei giacimenti d'oro più grandi e recenti al mondo, profondo 400 m e con una superficie di circa 2 km², il quale è sfruttato attraverso una miniera a cielo aperto.
L'isola è ricoperta da foresta pluviale, il clima è tropicale umido. La popolazione è di circa 18.000 abitanti, il centro principale è Londolovit, a nord-est dell'isola, dove è presente una pista di atterraggio.